# قسمة مطولة
القسمة المطولة في الحسابيات، هي خوارزمية للقسمة قادرة على قسمة أعداد متعددة الخانات، حيث تقوم بتبسيط عملية القسمة إلى سلسة من خطوات أكثر سهولة.

كما في كل عمليات القسمة، عدد صحيح يسمى المقسوم يقسم على عدد آخر، يسمى القاسم، لينتج ناتجاً يطلق عليه خارج القسمة.

## العملية
تبدأ العملية بقسمة الخانة في أقصى اليسار على القاسم. الناتج (مقرباً لأكبر عدد صحيح أصغر منه) يصبح الخانة الأولى من خارج القسمة، ويتم حساب الباقي (يشار لهذه العملية عادة بالطرح). يُحمل الباقي عند إعادة إجراء العملية على الخانة التالية من أقصى اليسار. تتم عملية القسمة المطولة عندما لا يبقى باقٍ.
المثال أدناه يبين قسمة 500 على 4 (خارج القسمة 125).
```
 
1
2
5
 (الشرح)
4)500

4
 (4 × 
1
 = 4)

1
0 (5 - 4 = 
1
)

8
 (4 × 
2
 = 8)

2
0 (10 - 8 = 
2
)

20
 (4 × 
5
 = 20)
0 (20 - 20 = 0)
```

عندما يكون آخر باقي قسمة عند الانتهاء من كل خانات المقسوم عدداً غير 0 فإننا أمام خيارين.
(1) يمكننا التوقف هنا وقول أن المقسوم مقسوماً على القاسم يساوي ناتج القسمة مكتوباً في الأعلى والباقي مكتوباً في الأسفل، كما يمكننا كتابة الحل كناتج القسمة متبوعاً بكسر يمثل باقي القسمة. أو
(2) يمكننا «مد» الناتج (مثال: 500.000) وإكمال عملية القسمة (وإضافة الفاصلة العشرية في ناتج القسمة مباشرة فوق الفاصلة العشرية في المقسوم)، كما يبين المثال التالي:
```
 31.75
 
4)127.00

124
    
3.0 (أضيف 0 لجعل 3 تقبل القسمة على 4، وتوازن إضافة 0 بإضافة فاصلة عشرية لناتج القسمة)

2.8
 (7 × 4 = 28)
 20 (أضيف 0 آخر)
 
20
 (5 × 4 = 20)
  0
```

546÷3

## مكانتها في التعليم
أصبحت الآلات الحاسبة وأجهزة الحاسب الطريقة الأكثر شيوعاً لحل مسائل القسمة، مقللة القيام التمارين الرياضية. في الولايات المتحدة، تم استهداف القسمة المطولة لإقصائها من المناهج الدراسية.